# Perriertoppen
Perriertoppen è la seconda cima delle isole Svalbard per altezza (misura 1712 metri e viene dopo Newtontoppen, che misura 1713 metri). La cima è situata nel nord-est dell'isola più estesa delle Svalbard, Spitsbergen, e non è molto distante dalla cima di Newtontoppen.